# 大手海岸 (小松島市)
大手海岸（おおてかいがん）は、徳島県小松島市和田島町にある紀伊水道に面した海岸である。

## 地理
和田島町の北端に位置し、小松島湾に面する。海岸には1922年（大正11年）に建てられた和田ノ鼻灯台がある。
T字とL字の防波堤が何か所も海に向って突き出して、車で乗り入れ可能な突堤もあるので、釣り人には人気の場所である。サビキ釣り、投げ釣り、穴釣りと基本的にどんな釣りも可能である。

## 交通
- JR牟岐線阿波赤石駅より車で約15分。
- 徳島県道218号和田島赤石線を利用、和田島町の「大田橋」の信号を右折、和田島小学校前の三差路を右へ。突き当りが大手海岸。